# HMS Arethusa (26)
Pour les autres navires du même nom, voir HMS Arethusa.
Le HMS Arethusa (pennant number 26) est un croiseur léger, navire de tête de sa classe ayant servi dans la Royal Navy entre 1935 et 1950.

## Historique
À son admission au service actif, l'Arethusa est affecté à la 3e division de croiseurs, affecté auprès de la flotte de la Méditerranée. Il est le navire-amiral de la division, remplaçant le croiseur léger HMS Delhi en août 1935. Le 20 août à son arrivée, il s'échoue à l'entrée du port de La Valette. En septembre-octobre 1937, il est en refonte en Grande-Bretagne avant de reprendre sa place au sein du dispositif britannique en Méditerranée.
Au début de 1940, l'Arethusa et son sister-ship Penelope sont réaffectés en métropole au sein de la Home Fleet. Basés à Scapa Flow puis à Rosyth, ils furent chargés en priorité de patrouilles pour intercepter les raiders allemands. Ils participèrent à la campagne de Norvège au printemps, assurant essentiellement des transports rapides entre les îles Britanniques et la Norvège mais le 8 mai, les deux croiseurs furent réaffectés au Nore Command (le Nore était un mouillage situé sur la Tamise à quelques kilomètres de Londres). Ils furent chargés de l'appui aux troupes engagés sur le continent, et rapidement, d'assurer l'évacuation du Corps expéditionnaire britannique depuis les ports de la Manche et de l'Atlantique (opération Cycle et Ariel), avant de protéger le pas de Calais lorsque la Grande-Bretagne fut menacé par l'opération Seelowe.
Le 28 juin 1940, il intégra la force H, un groupe occasionnel basé à Gibraltar. À la suite de l'armistice entre la France et l'Allemagne, Churchill ordonne à la Royal Navy de neutraliser la flotte française par tous les moyens. La force H dont fit partie le croiseur Arethusa neutralisa la Force de Raid à Mers el-Kébir.
Le croiseur léger est en entretien en Grande-Bretagne d'août à octobre 1940. Il reprend du service en décembre 1940, multipliant les patrouilles au large des îles Britanniques lorsqu'il ne couvre pas des opérations de mouillage de mines.
L'Arethusa reçut en avril 1941 deux affûts quadruples 2 pounders en remplacement de la catapulte, et plus tard dans l'année, deux lanceurs UP et quatre canons de 20 mm en affûts simples. Au printemps 1942, les affûts simples de 102 mm furent remplacés par des affûts doubles et quatre autres canons de 20 mm. Trois canons de 20 mm furent embarqués en octobre 1942. Lors des réparations aux États-Unis, les deux affûts quadruples 2 pounders furent remplacés par deux affûts quadruples de 40 mm, les trois canons de 20 mm installés en octobre 1942 furent remplacés par quatre affûts doubles de 20 mm.
L'Arethusa resta affecté au sein de la force H jusqu'en juillet 1941 après avoir participé notamment à la traque du cuirassé Bismarck (de manière indirecte car il fut basé en Islande, étant prêt à couper la route d'une éventuelle retraite vers le nord du cuirassé allemand). Il participa également à la couverture de convois en direction de Malte.
Il subit un grand carénage en Grande-Bretagne de la fin du mois d'août 1941 à la fin du mois d'octobre 1941 avant une remise en condition. Il participe ensuite du 26 au 28 décembre 1941 à l'opération Anklet, un nouveau raid dans l'archipel des Lofoten, raid au cours duquel il fut suffisamment endommagé pour passer près de trois mois en réparations.
Après des réparations dans son chantier constructeur jusqu'en avril 1942, il retourna en Méditerranée en juin 1942, affecté à cette occasion au 15e escadron de croiseurs opérant depuis Alexandrie pour couvrir les nombreux convois ravitaillant Malte.

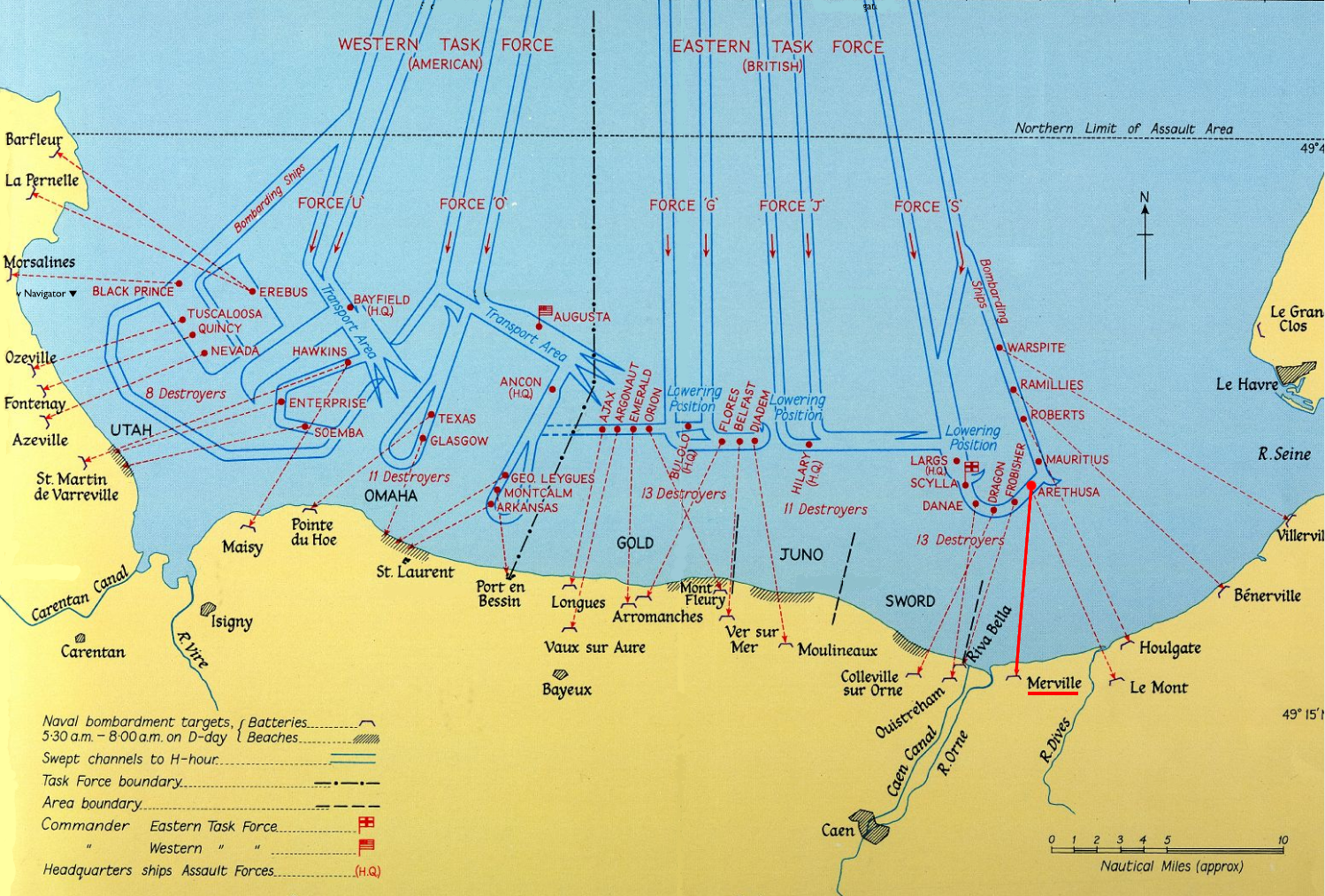
Position de lArethusa lors de l'invasion de la Normandie.

Au cours de l'opération Stoneage (couverture du passage du convoi MW13), il fut sérieusement endommagé par une torpille aéroportée italienne qui le toucha à bâbord, au niveau de la tourelle B, causant la mort de 156 marins alors que 42 autres étaient blessés. Après des réparations temporaires à Alexandrie jusqu'au 7 février 1943, il gagna le Charleston Navy Yard (en) (Caroline du Sud) pour une remise en état complète qui s'acheva le 15 décembre 1943.
Redevenu pleinement opérationnel en juin 1944, il participa à l'opération Neptune, la première phase de l'opération Overlord le 6 juin 1944, au sein de la Force D à Sword Beach. Cette force D est composée des cuirassés Warspite et Ramillies, les croiseurs légers Mauritius et Danae, le croiseur lourd Frobisher, le croiseur léger polonais Dragon plus quatre destroyers et deux frégates. Rejointe la monitor Roberts, la force D pilonna Sword Beach.
Il eut ensuite l'insigne honneur de transporter le roi George VI lors de sa traversée de la Manche pour une visite au quartier général allié. Il l'embarqua le 16 juin pour la traversée de la Manche.
Déployé en baie de Seine, il fut endommagé par des coups à toucher et une mine magnétique aéroportée qui l'oblige à des réparations jusqu'à la fin de l'année 1944.
En février 1945, il retourna en Méditerranée au sein du 15e escadron de croiseurs et y resta jusqu'en octobre 1945, date à laquelle il rentra en Grande-Bretagne et fut immédiatement mis en réserve au mouillage du Nore.
En 1946, il fut proposé à la marine norvégienne mais celle-ci ne donna pas suite, étant alors maintenu en réserve. Jugé trop petit pour être modernisé, il est vendu à la démolition le 9 mai 1950. À son arrivée le 9 septembre 1950 à Newport (Glamorgan), la compagnie John Cashmore Ltd fut chargée de son démantèlement.